# Karbenoxolon
A karbenoxolon az enoxolon(en)-származékok közé tartozik.
Gyulladásgátló és antidiuretikus hatással rendelkezik.

## Hatása
Fokozza a nyálkahártya vérátáramlását és a lokális cytoprotectiv hatású prosztaglandinok szintjét. Rövid időn belül csökkenti a fájdalmat, valamint meggátolja az elváltozások kifejlődését.

## Készítmények
Magyarországon egyetlen készítmény tartalmazza:
- CARBOSAN szájnyálkahártyán alkalmazott gél[1]

## Fordítás
- Ez a szócikk részben vagy egészben  a   carbenoxolone című angol Wikipédia-szócikk fordításán alapul.  Az eredeti cikk szerkesztőit annak laptörténete sorolja fel. Ez a jelzés csupán a megfogalmazás eredetét és a szerzői jogokat jelzi, nem szolgál a cikkben szereplő információk forrásmegjelöléseként.